# ونهر
ونهر (بالفارسية: ونهر) هي منطقة سكنية تقع في قسم سهروفيروزان الريفي (مقاطعة فلاورجان) في إيران. يقدر عدد سكانها بـ 920 نسمة .